# الناصح (فلم)
الناصح هو فيلم مصري تم إنتاجه عام 1949، تأليف وإخراج سيف الدين شوكت وبطولة إسماعيل ياسين وماجدة.
هذا الفيلم هو الفيلم الأول الذي يخرجه سيف الدين شوكت.

## قصة الفيلم
شاب يقال له «الناصح» يحب فتاة ويحاول الارتباط بها ولكنه فقير، يحاول القيام بعدة أعمال يرتزق منها ليتمكن من الزواج بالفتاة التي أحبها ولكنه يفشل في تلك الأعمال لنظرًا لسذاجته، وتفقد الفتاة الأمل في إصلاح حاله فترتبط بشاب ثرى.. يحدث أن يلتقى الناصح بعصابة لتزييف النقود وتستغل بلاهته في نشاطها ويشترك معهم في عملية إجرامية، يكاد أن يزج به في السجن، غير أن القدر يشاء أن يظهر الحقيقة فيبرئ الناصح من التهمة ويقبض على العصابة وأفرادها التي يكون من ضمنها الشاب الثرى الذي فضلته الفتاة على الناصح، أمام ضابط البوليس واعترافهم بأن الناصح كان دليلهم، تقبل الفتاة حبه لتتزوج منه في النهاية.

## فريق العمل
إخراج وتأليف: سيف الدين شوكت
إنتاج: محسن سابو
بطولة:
- إسماعيل ياسين
- ماجدة
- فريد شوقي
- حسين عباس
- محمد أبو السعود

## روابط خارجية
- مقالات تستعمل روابط فنية بلا صلة مع ويكي بيانات